# Ngày Hiến pháp 3 tháng 5
Ngày Hiến pháp 3 tháng 5 (cũng là ngày lễ quốc gia 3 tháng 5; tiếng Ba Lan: Święto Konstytucji 3 Maja) là một ngày lễ quốc gia và công cộng ở Ba Lan diễn ra vào ngày 3 tháng 5. Ngày lễ kỷ niệm tuyên bố Hiến pháp ngày 3 tháng 5 năm 1791. Lễ hội bắt nguồn từ Công quốc Warsaw vào đầu thế kỷ 19, nhưng nó đã trở thành một ngày lễ chính thức chỉ trong năm 1919 tại Cộng hòa Ba Lan Đệ nhị. Bị hủy bỏ trong thời kỳ Cộng hòa Nhân dân Ba Lan, nó đã được tái lập sau sự sụp đổ của chủ nghĩa cộng sản ở Ba Lan hiện đại.

## Lý lịch

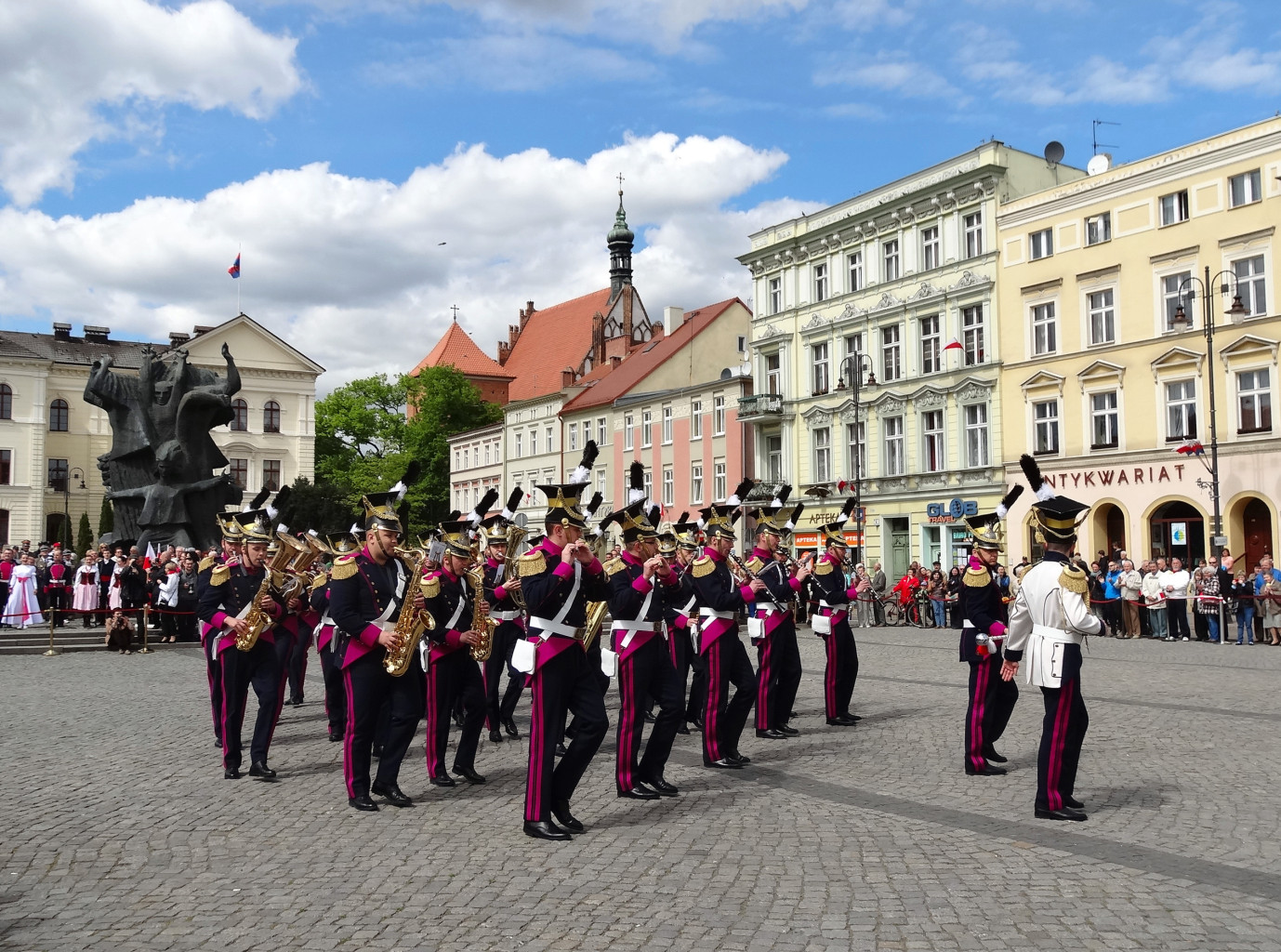
Cuộc diễu hành ngày 3 tháng 5 tại Bydgoszcz, Ba Lan, 2014

Hiến pháp ngày 3 tháng 5 năm 1791 được coi là một trong những thành tựu quan trọng nhất trong lịch sử Ba Lan, mặc dù chỉ có hiệu lực trong một năm, cho đến khi bùng nổ Chiến tranh Nga-Ba Lan năm 1792. Nhà sử học Norman Davies gọi đó là "hiến pháp đầu tiên ở châu Âu"; các học giả khác cũng gọi nó là hiến pháp lâu đời thứ hai của thế giới. [a]
Hiến pháp ngày 3 tháng 5 được thiết kế để khắc phục những khiếm khuyết chính trị lâu đời của Khối thịnh vượng chung Litva-Ba Lan. Hiến pháp đã tìm cách thay thế chế độ vô chính phủ hiện tại được nuôi dưỡng bởi một số ông trùm của đất nước với chế độ quân chủ lập hiến dân chủ hơn. Việc thông qua Hiến pháp ngày 3 tháng 5 đã kích động sự thù địch tích cực của các nước láng giềng của Khối thịnh vượng chung, dẫn đến Phân vùng thứ hai của Ba Lan năm 1792, Cuộc nổi dậy Kościuszko năm 1794 và Phân vùng thứ ba của Ba Lan vào năm 1795. Theo lời của hai đồng tác giả của nó, Ignacy Potocki và Hugo Kołłątaj, đó là "ý chí và di chúc cuối cùng của Tổ quốc đã mất".
Ký ức về Hiến pháp ngày 3 tháng 5 được các nhà khoa học chính trị công nhận là một tài liệu rất tiến bộ về thời gian - cho các thế hệ đã giúp duy trì khát vọng sống của người Ba Lan trong một xã hội độc lập và công bằng, và tiếp tục thông báo về những nỗ lực của hậu duệ tác giả. Ở Ba Lan, nó được xem như một biểu tượng quốc gia, và đỉnh cao của tất cả những gì tốt đẹp và giác ngộ trong lịch sử và văn hóa Ba Lan.
Kỷ niệm 3 tháng 5 kể từ khi được thông qua đã được coi là ngày lễ quốc gia quan trọng nhất của Ba Lan kể từ khi Ba Lan giành lại độc lập vào năm 1918. Tầm quan trọng của nó đối với người dân Ba Lan đã được so sánh với ngày 4 tháng 7 đối với người Mỹ.

## Kỷ niệm

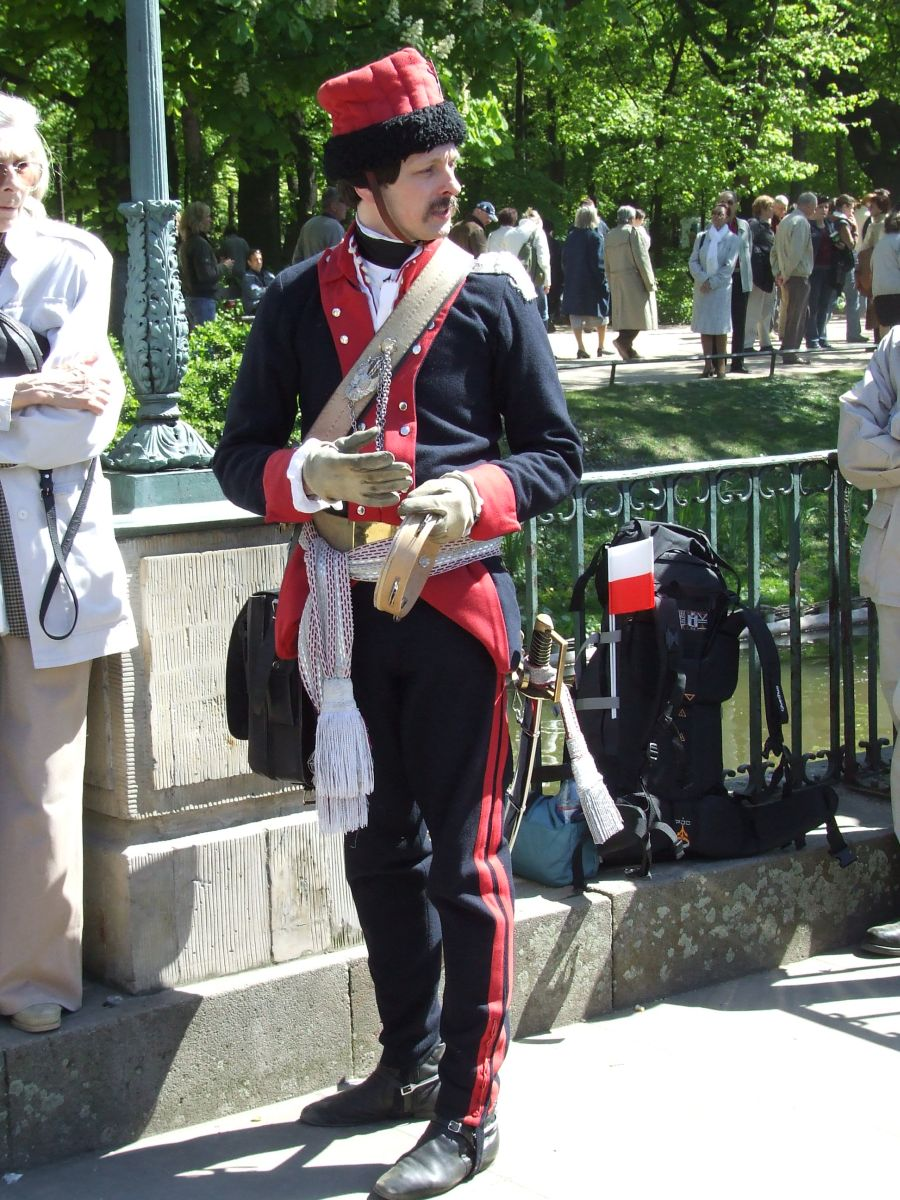
Kỵ binh Ba Lan trong trang phục truyền thống trong lễ kỷ niệm ngày 3 tháng 5 năm 2007

Ngày 3 tháng 5 lần đầu tiên được tuyên bố là một ngày lễ vào ngày 5 tháng 5 năm 1791 và được tổ chức một năm sau đó, vào ngày 3 tháng 5 năm 1792. Nó đã bị cấm trong các lần phân vùng của Ba Lan, nó được tổ chức tại Công quốc Warsaw năm 1807 và không chính thức tại Quốc hội Ba Lan bởi nhiều nhà hoạt động ủng hộ độc lập, cởi mở hơn trong thời kỳ nổi dậy, như Cuộc nổi dậy tháng 11. Nó một lần nữa được trở thành một ngày nghỉ chính thức của Ba Lan vào tháng 4 năm 1919 dưới thời Cộng hòa Ba Lan thứ hai. Ngày lễ đầu tiên chính thức được giới thiệu tại Cộng hòa Ba Lan Đệ nhị. Ngày lễ 3 tháng 5 đã bị cấm một lần nữa trong Thế chiến II bởi quân chiếm đóng của Đức Quốc xã và Liên Xô. Nó được tổ chức tại các thành phố của Ba Lan vào tháng 5 năm 1945, mặc dù theo cách chủ yếu là tự phát. Các lễ kỷ niệm đã chính thức bị hủy bỏ ngay trước ngày 3 tháng 5 năm 1946 và các cuộc biểu tình chống cộng đã diễn ra vào cuối ngày hôm đó. Điều này, và cuộc thi liên quan đến ngày này được tạo ra với lễ kỷ niệm Ngày Lao động 1 tháng 5 được cộng sản tán thành, có nghĩa là Ngày Hiến pháp 3 tháng 5 đã mất sự ủng hộ với chính quyền Cộng hòa Nhân dân Ba Lan. Năm 1947, nó được chính thức đổi tên thành Ngày Đảng Dân chủ và bị loại khỏi danh sách các ngày lễ quốc gia sau đó hoặc vào năm 1951 (các nguồn khác nhau). Cho đến năm 1989, ngày 3 tháng 5 là một ngày chung cho các cuộc biểu tình chống chính phủ và chống cộng. 3 tháng 5 được khôi phục như một ngày lễ chính thức của Ba Lan vào tháng 4 năm 1990, sau khi chủ nghĩa cộng sản sụp đổ. Năm 2007, ngày 3 tháng 5 cũng được tuyên bố là một ngày lễ quốc gia của Litva; lễ kỷ niệm chung đầu tiên của Sejm Ba Lan và Seimas Litva đã diễn ra vào ngày 3 tháng 5 năm 2007.
Ở Ba Lan hiện đại, ngày nay, không phải đi làm, và tổ chức nhiều cuộc diễu hành, triển lãm, buổi hòa nhạc và bài phát biểu của công chúng. Các chính trị gia quan trọng nhất của Ba Lan tham gia vào các lễ hội đó; ví dụ vào năm 2011, Tổng thống Ba Lan, Bronisław Komorowski, Thủ tướng Ba Lan, Donald Tusk, và Nguyên soái Sejm, Grzegorz Schetyna, Nguyên soái của Thượng viện, Bogdan Borusewicz, và Bộ trưởng Bộ Quốc phòng, Bogdan Klich, đã tham gia lễ hội ở Warsaw. Các lễ hội chính thức ở Warsaw hoặc tại các thành phố khác của Ba Lan với sự hiện diện của Tổng thống và các chức sắc quan trọng sẽ bao gồm cờ bay, đại bác, đọc bản mở đầu hiến pháp và hát một bài hát yêu nước từ Cuộc nổi dậy tháng 11 Witaj, majowa jutrzenko (Chào mừng, Bình minh tháng 5) cộng với các buổi diễn tập và cuộc diễu hành quân sự hàng năm. Các sự kiện khác của năm 2011 lễ kỷ niệm ở Warsaw bao gồm một kỷ niệm đại chúng ở St. John Archcathedral, Warsaw, và giải thưởng tổng thống vì những thành tựu trong lĩnh vực thúc đẩy nền văn hóa Ba Lan. Nó cũng được tổ chức ở nhiều thành phố khác của Ba Lan.
Ngày lễ này là một tâm điểm của lễ kỷ niệm dân tộc của niềm tự hào người Mỹ gốc Ba Lan ở khu vực Chicago, nơi được gọi là Ngày Hiến pháp Ba Lan, kể từ năm 1892. Người Ba Lan ở Chicago đã tiếp tục truyền thống này cho đến ngày nay, đánh dấu nó bằng các lễ hội và Diễu hành Ngày Hiến pháp Ba Lan hàng năm; những vị khách tầm cỡ quốc gia, đáng chú ý nhất là Bobby Kennedy, đã tham dự trong nhiều năm qua như một cách để sát nhập với Chicago <i id="mwqQ">Polonia</i>. Ở Minnesota, lễ kỷ niệm đầu tiên có từ những năm 1870. Tại San Francisco, kỷ niệm Hiến pháp ngày 3 tháng 5 đã được quan sát hàng năm trong nhiều thập kỷ trong Buổi hòa nhạc âm nhạc tại Công viên Cổng Vàng. Ở Buffalo, NY có một sự kiện Buffalo Hour Happy Hour được tổ chức vào ngày 3 tháng 5 hàng năm tại Thư viện Adam Mickiewicz. Có miễn phí vé vào cửa, đồ ăn Ba Lan miễn phí, chơi nhạc Ba Lan và đọc phần mở đầu của Hiến pháp Ba Lan bằng tiếng Anh và tiếng Ba Lan.